# Glyphostoma phalera
Glyphostoma phalera é uma espécie de gastrópode do gênero Glyphostoma, pertencente a família Conidae.